# Ixorida chuai
Ixorida chuai är en skalbaggsart som beskrevs av Franz Antoine 1991. Ixorida chuai ingår i släktet Ixorida och familjen Cetoniidae. Inga underarter finns listade i Catalogue of Life.